# Leuctra schistocerca
Leuctra schistocerca is een steenvlieg uit de familie naaldsteenvliegen (Leuctridae). De wetenschappelijke naam van de soort is voor het eerst geldig gepubliceerd in 1971 door Zwick.